# Nepterotaea memoriata
Nepterotaea memoriata là một loài bướm đêm trong họ Geometridae.